# Love Bipolar - Love na kha rak na khrap
Love Bipolar - Love na kha rak na khrap (Love Bipolar เลิฟนะคะ รักนะครับ) è una serie televisiva thailandese creata da GMMTV. Va in onda su GMM 25 dal 18 marzo 2018, per poi concludersi l'8 aprile dello stesso anno.
La serie viene inoltre pubblicata in latecast su Line TV e YouTube.

## Trama
Dopo un incidente d'auto, Sang Tai convince suo fratello gemello, Sang Nuea, a rimpiazzarlo come truccatore di Wenny, una famosa attrice.

## Personaggi e interpreti

### Principali
- Wenny, interpretata da Chermarn Boonyasak "Ploy".
Attrice famosa. Si innamorerà di Sang Tai, senza sapere che in realtà si tratta di Sang Nuea.
- Sang Nuea e Sang Tai, interpretati da Toni Rakkaen.
Fratelli gemelli, Sang Tai è gay e lavora come truccatore per Wenny, mentre Sang Nuea è eterosessuale e conduce una vita normale.

### Ricorrenti
- Arin, interpretata da Carissa Springett.
Attrice, rivale di Wenny.
- Yupin, interpretata da Penpak Sirikul "Tai".
Madre e manager di Wenny.
- Kanit, interpretato da Chatchawit Techarukpong "Victor".
- Khunphol, interpretato da Thanaboon Wanlopsirinun "Na".
- Tuktik, interpretata da Tatchakorn Boonlapayanan "Godji".

## Episodi
| Stagione       | Episodi | Prima TV |
| -------------- | ------- | -------- |
| Prima stagione | 4       | 2018     |

## Colonna sonora
- Kullamas Limpawutivaranon - Mai roo tua eng hmeun gan (sigla iniziale e finale)[4]